# Ich sah den Mord an Ben Barka
Ich sah den Mord an Ben Barka (Originaltitel: J’ai vu tuer Ben Barka) ist ein französisch-marokkanischer Film von Serge Le Péron aus dem Jahr 2005. Der Film basiert auf den realen Geschehnissen rund um die Entführung und Ermordung des marokkanischen Oppositionsführers Mehdi Ben Barka 1965 in Frankreich. Die Handlung wird erzählt aus der Perspektive einer der Schlüsselfiguren der kriminellen, juristischen und politischen Affaire: Georges Figon.

## Handlung
Georges Figon hat einige Jahre im Gefängnis gesessen, aber jetzt, 1965 in Paris, ist er Herausgeber von Zeitschriften bei den Presses Européennes. Zu seinem Umgang zählen Intellektuelle des Rive Gauche, namentlich Marguerite Duras, und Schauspieler, wie seine Freundin Anne-Marie Coffinet. Er verkehrt jedoch auch immer noch mit Leuten aus dem kriminellen Milieu.
Mit einigen von ihnen trifft er zusammen im Haus eines gewissen Georges Boucheseiche. Sie provozieren ihn – ob er denn müde geworden sei? – und erzählen dann, ohne dass Einzelheiten genannt werden, von einer Sache, für die der marokkanische Geheimdienst jemanden mit Kontakt zur Szene des Rive Gauche suche. Und, keine Sorge: Die Sache sei von französischer Seite, von ganz oben gedeckt. Von diesem Moment an nimmt die Geschichte, in die Figon weniger aus krimineller Energie, eher aus Geltungssucht und Naivität hineingerät, ihren Lauf.
Bald darauf wird Figon von dem Marokkaner Chtouki kontaktiert, wie sich herausstellen wird, ein Geheimdienstmann, aber jetzt geht es erst einmal um ein Filmprojekt. Für einen Dokumentarfilm zum Thema Entkolonialisierung suche er, Chtouki, einen Produzenten, der zugleich als Mittelsmann wirken solle zwischen französischen Filmleuten und dem marokkanischen, im Exil lebenden Oppositionsführer Ben Barka. Der Journalist Philippe Bernier, ein Mann, der Ben Barkas Vertrauen genießt, solle als Berater dabei sein, den Kommentar solle Marguerite Duras schreiben und Regie solle Georges Franju führen.
Alles hört sich für Figon glaubwürdig und akzeptabel an, aber eigentlich ahnt oder weiß er von Beginn an, dass etwas faul ist an der Sache.
Figon und Bernier fliegen nach Kairo und reden dort mit Ben Barka über das Filmprojekt. Ben Barka versichert sich daraufhin telefonisch noch einmal bei Franju, dass er tatsächlich als Regisseur zur Verfügung stehe. Als Franju es bestätigt – ja, und es gebe auch schon einen Titel: Basta! -, kündigt Ben Barka seine Ankunft in Paris für Ende Oktober an.
29. Oktober 1965, Paris, Brasserie Lipp. Als Ben Barka zum verabredeten Arbeitsgespräch mit Figon, Bernier und Franju eintrifft, wird er von zwei französischen Polizisten abgefangen und in ein Auto gedrängt, das dann schnell losfährt. Auch Boucheseiches Männer sind vor Ort, und auch Chtouki. Vom Innern der Brasserie aus beobachtet Figon die Szene, und er ist wenig überrascht von dem, was er gesehen hat.
Nach der Entführung wenden sich alle von Figon ab, die Ganoven um Boucheseiche genauso wie Marguerite Duras und Georges Franju. Nur seine Freundin Anne-Marie Coffinet hält noch zu ihm. Figon versucht, wenigstens finanzielles Kapital aus der Sache zu schlagen. Er verkauft seine Version der Geschichte an die Zeitschrift L’Express, und die erscheint unter dem Titel J’ai vu tuer Ben Barka. Damit wird er nun erst recht zum Ziel der Ganoven wie der Geheimdienste, die fürchten, er könne noch mehr ausplaudern. Wenig später wird Georges Figon tot in seinem angemieteten Zimmer aufgefunden. Suizid? Mord?
Im letzten Teil des Films werden die Geschehnisse unmittelbar nach der Entführung noch einmal in einer Rückblende erzählt. Hier rückt eher die politische Dimension der Affaire Ben Barka in den Vordergrund.

## Kritik
Jean-Luc Douin, in Le Monde vom 1. November 2005: „Le Péron kehrt dem, was in den 1970er Jahren als ‚linke Fiktion‘ bezeichnet wurde (anprangernde Filme mit den Tricksereien des kommerziellen Kinos), den Rücken, um einen ungewöhnlichen Ton anzuschlagen. Ich sah den Mord an Ben Barka ist ein Film noir, eine Hommage an das Kino von Jean-Pierre Melville, eine Beschreibung eines eiskalten und klaustrophobischen Paris. … Es ist vor allem das Spiel von Charles Berling, das den Film in einen unbestimmbaren Bereich zwischen fieberhafter Mythomanie und selbstmörderischem Kontrollverlust katapultiert. Mit einer Mischung aus Redseligkeit und pathologischer Nervosität gespielt, gerät Figon in Panik, packt beim Express aus und wird dann tot in seinem Studio gefunden. Unkontrollierbar geworden, aus dem Wege geschafft.“
Pierre Vermeeren, in der No. 2006/2 der Presses de Sciences Po, erkennt zunächst die Entscheidung Le Pérons an, die Figur des Georges Figon in den Mittelpunkt zu stellen. Dennoch geht ihm der Film politisch nicht weit genug. Er schreibt: „Der Film weist auf die Verwicklung gaullistischer Persönlichkeiten in die Affäre, die es neben Figon gab, hin, aber es wird nichts über de Gaulle selbst gesagt, auch nichts über seinen heftigen Zorn, als er von der Affäre erfuhr, außer der Tatsache, dass er die französische Beteiligung an der Angelegenheit als ‚vulgär und unbedeutend‘ bezeichnete. Wer in Frankreich wollte Ben Barka zum Schweigen bringen und warum?“